# 水無瀬さんご
水無瀬 さんご（みなせ さんご）は、日本の小説家、ジュブナイルポルノ作家、ゲームシナリオライター。

## 略歴
第6回美少女文庫新人賞受賞。受賞作『お嬢様・錦織由梨菜は保健が苦手!』で美少女文庫（フランス書院）よりデビュー。
2作目の『お兄ちゃんのこと、好き好き大好き好き好き』は、K-BOOKS秋葉原新館における2011年の美少女文庫年間売上1位を獲得する人気作となった。
2020年現在、ゲームシナリオを中心に活動している。
ペンネームの由来は万葉集から来ており、万葉集巻の十一・2817番作者未詳の歌「うらぶれて物は思はじ水無瀬川ありても水は行くといふものを」および巻の二・196番柿本人麻呂の歌「…鏡成 雖見不猒 三五月之 益目頬染…（かがみなす みれどもあかず もちづきの いやめづらしみ）」に由来する。

## 作品

### 一般作品
- あくまでも、妹が欲しいんです。

イラスト：犬洞あん、一迅社文庫、ISBN 978-4-7580-4319-9、2012年4月
- うちの猫の手は借りたくない

一迅社文庫、2013年3月
- 竜は世界を愛さない　転生したら最弱になった最強魔術師はそれでも滅びに立ち向かう

ファミ通文庫、2018年4月

#### アンソロジー参加作品
- 真・恋姫†無双〜萌将伝〜 短編集1（短編2編収録）

糸井健一、天草白、水無瀬さんご
なごみ文庫、ハーヴェスト出版発行、星雲社発売
- 真・恋姫†無双〜萌将伝〜 短編集2（短編2編収録）

天草白、水無瀬さんご、凪小石
なごみ文庫、ハーヴェスト出版発行、星雲社発売、ISBN 978-4-434-15417-1、2011年5月
- フラワーナイトガール短編集

ファミ通文庫、2016年7月
- フラワーナイトガール短編集2

ファミ通文庫、2017年1月

### ジュブナイルポルノ作品

#### 美少女文庫
フランス書院
- お嬢様・錦織由梨菜は保健が苦手!

イラスト：犬洞あん、ISBN 978-4-8296-5935-9、2010年7月
- お兄ちゃんのこと、好き好き大好き好き好き

イラスト：犬洞あん、ISBN 978-4-8296-5962-5、2011年2月
- 独立! お嬢様のアキバ帝国

イラスト：犬洞あん、ISBN 978-4-8296-5974-8、2011年5月
- お兄ちゃんと兄様、好き好き大好き好き好き

イラスト：犬洞あん、ISBN 978-4-8296-5989-2、2011年10月
- お姉ちゃんは弟クンを想うとオカしくなっちゃうの

イラスト：犬洞あん、ISBN 978-4-8296-6203-8、2012年2月
- メイド姉妹　毒舌×腹黒×大暴走！

2012年7月
- みずぎ姉妹　エロエロ×ツンツン×ロリ変態！

2012年12月
- ビンカン最強！　ふたごシスターズ

2013年11月
- 異世界からエッチなお姫様が嫁入りです！

2014年4月

#### ノベライズ作品
- はつゆきさくら

一迅社、SELEN NOVELS、2013年9月
- ワルキューレロマンツェ

一迅社、SELEN NOVELS、2014年2月

### ゲームシナリオ
- 俺の妹○こんなに可愛いわけがない

SABERFISH、2011年4月
- 露出彼女

ソフトサークルクレージュ、2011年6月
- みずぎ姉妹

ソフトサークルクレージュ、2013年7月
- FLOWER KNIGHT GIRL

YourGames
- ガールズシンフォニー 〜少女交響詩〜、ガールズシンフォニー：Ec ～新世界少女組曲～

YourGames、OVERRIDE